# Insurekcja chłopska w Mołdawii
Insurekcja chłopska w Mołdawii – powstanie chłopskie, które miało miejsce w rumuńskiej części Mołdawii w 1907 roku.
Powodem insurekcji były pogarszające się warunki życia oraz nieurodzaj. Wpływ rewolucji rosyjskiej 1905 roku spowodował wybuch buntu w płn. Mołdawii dwa lata później. Posługujący się hasłem: „Chcemy ziemi” chłopi napadali na dwory i urzędy, zaatakowali też kilka miast m.in. Jassy i Vaslui.
Doszło do krwawych walk z wojskiem i policją. Dowodzone przez generała Alexandru Averescu siły rządowe ostrzeliwały z artylerii całe wioski, masakrując mieszkańców. Trwająca dwa tygodnie pacyfikacja pochłonęła 11 000 ofiar. Powstanie krwawo stłumiono.